# Robert Garioch
Robert Garioch (Geburtsname: Robert Garioch Sutherland; * 9. Mai 1909 in Edinburgh; † 26. April 1981) war ein schottischer Dichter, der 1981 mit dem Cholmondeley Award ausgezeichnet wurde.

## Leben
Nach dem Besuch der Royal High School studierte Garioch an der University of Edinburgh und war nach Beendigung des Studiums als Lehrer in England und Schottland tätig. Sein literarisches Debüt gab er 1933 mit dem surrealistischen, in Versen verfassten Theaterstück The Masque of Edinburgh, das 1954 in erweiterter Form erschien. Seine ersten Veröffentlichungen wie das in Zusammenarbeit mit Sorley Maclean verfasste Seventeen Poems for Sixpence (1940) sowie Chuckies on the Cairn (1949) erschienen handgedruckt. Während des Zweiten Weltkrieges leistete er seinen Militärdienst in der British Army und befand sich zeitweise in deutschen Kriegsgefangenenlagern.
Seine späteren Werke umfassten Selected Poems (1966), The Big Music (1971) und Collected Poems (1977). In seinen Gedichten nutzte Garioch, der 1981 mit dem Cholmondeley Award ausgezeichnet wurde, die schottische Sprache Scots von der Umgangssprache bis hin zum erhaben literarischen Stil und zum Ausdruck von Gefühlen. Sein dichterischer Stil war besonders von Robert Fergusson geprägt und wird besonders deutlich durch das von ihm verfasste Sonett über das Grab Fergussons sowie das diesem gewidmete Gedicht The Muir.
1975 erschien der autobiografisch geprägte Roman Two Man and a Blanket, in dem er seine Erlebnisse während der Kriegsgefangenschaft beschrieb. Darüber hinaus war Garioch auch als Übersetzer tätig und übersetzte verschiedene Werke von Pindar, Hesiod sowie die in Latein verfassten Stücke Jephtes und Baptistes von George Buchanan ins Schottische, aber auch angelsächsische Elegien und italienische Gedichte aus dem 19. Jahrhundert.

## Veröffentlichungen
- Made in Scotland, 1974
- Collected poems of Robert Garioch, 1977
- Collected Poems, 1980